# Rotlöstjärnen (Hede socken, Härjedalen, 694883-135790)
Rotlöstjärnen är en sjö i Härjedalens kommun i Härjedalen och ingår i Ljusnans huvudavrinningsområde.